# Нуклеоїд

Прокаріотична клітина показує нуклеоїд.

У прокаріотів (бактерій та архей), нуклеоїд (що означає «ядерноподібний») — регіон нерегулярної форми в межах клітини, де локалізований генетичний матеріал. Нуклеїнова кислота у ролі генетичного матеріалу — кругова дво-ланцюжкова молекула ДНК (бактеріальна хромосома), що може існувати у кількох ідентичних копіях. Цей метод зберігання генетичного матеріалу дуже відрізняється від еукаріотів, де ДНК упаковується в кілька хромосом і ізольований в межах мембранної органели — ядра.
На електронних мікрофотографіях нуклеоїд може бути чітко візуалізований при високому збільшенні, де він чітко відрізняється від цитозоля. Фарбуючи клітини за допомогою DAPI або фарбника Фойлгена, які зафарблюють ДНК, нуклеоїд можна побачити і під оптичним мікроскопом.

## Будова
Експериментальні дані свідчать, що нуклеоїд значною мірою складений з ДНК, близько 60 %, з невеликою кількостю РНК і білків. Останні два компоненти, ймовірно, є переважно мРНК і факторами транскрипції, білками, що беруть участь в регулюванні бактеріального генома. Білки, що допомагають підтримувати структуру нуклеїнової кислоти, що суперзакручена в кільце, відомі як нуклеоїдні білки і, хоча вони і дуже різні, виконують функцію дещо подібну до функції гістонів в клітинах еукаріотів.